# Thomas Hardy
Thomas Hardy (2 de juny de 1840 - 11 de gener de 1928) va ser un novel·lista i poeta anglès de l'època victoriana vinculat al naturalisme. Es va veure influït tant en les seves novel·les com en la seva poesia pel romanticisme, inclosa la poesia de William Wordsworth. Va ser molt crític amb gran part de la societat victoriana, especialment pel que fa a la pèrdua d'estatus de les persones rurals a la Gran Bretanya, com les del seu sud-oest d'Anglaterra.
Mentre Hardy va escriure poesia al llarg de la seva vida i es va considerar principalment com a poeta, la seva primera col·lecció no es va publicar fins al 1898. Inicialment, va guanyar fama com a autor de novel·les com Lluny del brogit del món (Far from the Madding Crowd, 1874), The Mayor of Casterbridge (1886), Tess of the d'Urbervilles (1891) i Jude, l'obscur (Jude the Obscure, 1895). Durant la seva vida, la poesia de Hardy va ser aclamada per poetes més joves (particularment els georgians) que el veien com un mentor. Després de la seva mort, Ezra Pound, W. H. Auden i Philip Larkin van elogiar els seus poemes.
Moltes de les seves novel·les es refereixen a personatges tràgics que lluiten contra les seves passions i circumstàncies socials, i sovint se situen a la regió semi-fictícia de Wessex; inicialment basat en el regne anglosaxó medieval, el Wessex de Hardy va arribar a incloure els comtats de Dorset, Wiltshire, Somerset, Devon, Hampshire i gran part de Berkshire, al sud-oest i al sud d'Anglaterra. Dues de les seves novel·les, Tess of the d'Urbervilles i Far from the Madding Crowd, van figurar entre les 50 més votades de l'enquesta The Big Read de la BBC.

## Biografia

### Anys de formació (1840 - 1870)
El seu pare, Thomas Hardy, era un constructor de Higher Bockhampton, localitat anglesa propera a Dorchester, i la seva mare, Jemima Hand, va treballar com cuinera i criada. Tots dos van contreure matrimoni a Melbury Osmund el 22 de desembre de 1839. El novel·lista, nascut el 2 de juny de 1840, fou el primer fill de la parella. La seva mare, una dona culta, li va proporcionar diverses lectures, com la traducció anglesa de Dryden de les obres completes de Virgili, i el Rasselas de Johnson, que va llegir amb solament vuit anys. De 1848 a 1856 va assistir a l'escola local a Bockhampton, on va aprendre llatí, francès i alemany.
Als 16 anys, el 1856, va començar el seu aprenentatge a Dorchester amb l'arquitecte i restaurador John Hicks, a les ordres del qual va treballar fins a l'any 1861. Durant aquesta etapa va estudiar als tràgics grecs, sota la tutela de Horace Moule. El 1859, va llegir L'origen de les espècies de Charles Darwin. Aquell mateix any va escriure el seu primer poema, Domicilium.

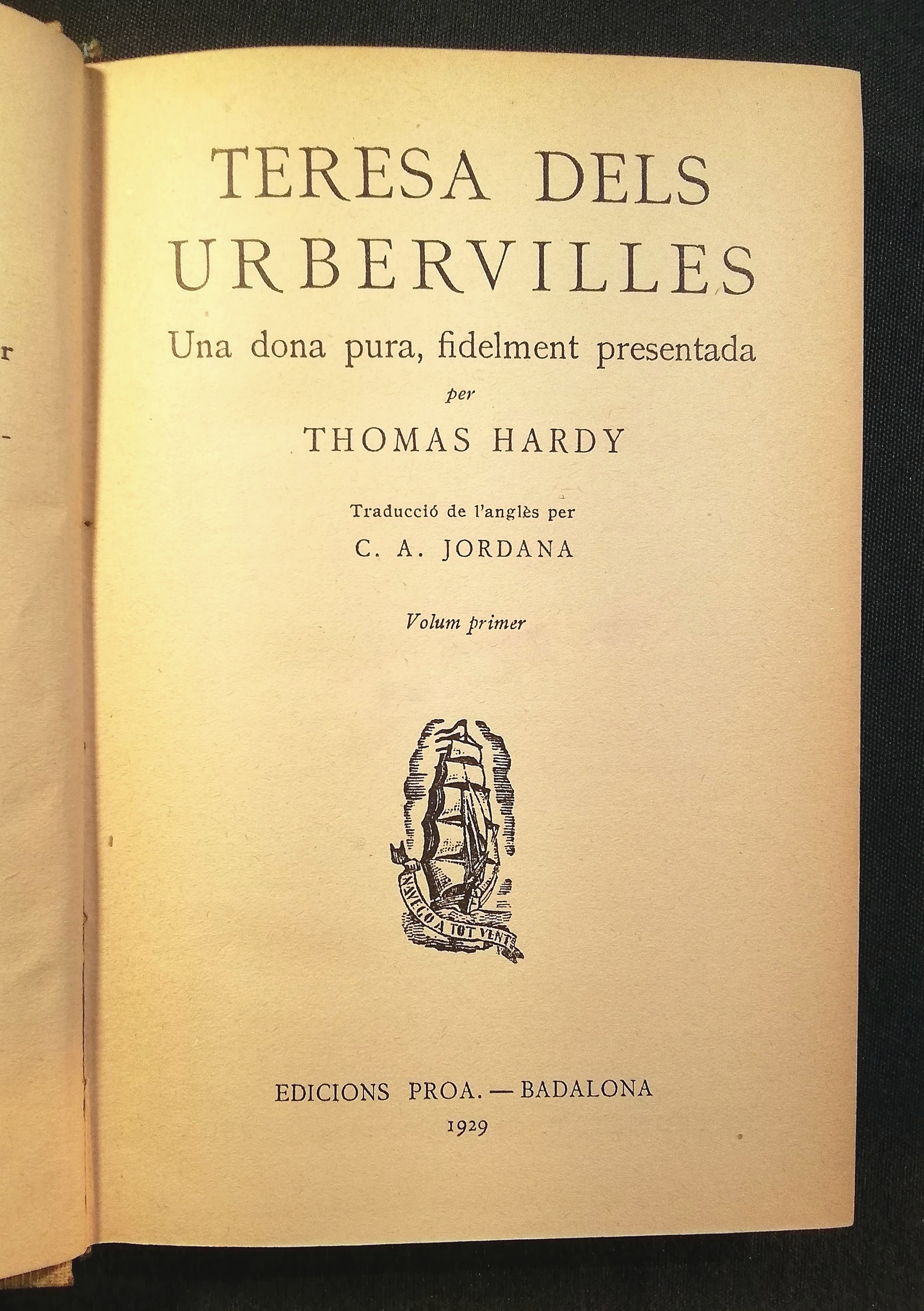
Tess of the d'Urbervilles: A Pure Woman Faithfully Presented (Teresa dels Urbervilles. Una dona pura, fidelment presentada). Traducció catalana publicada a Badalona l'any 1929 dins la col·lecció A tot vent

El 1862 es va traslladar a Londres com a ajudant de l'arquitecte eclesiàstic Arthur Blomfield, especialista en restauracions d'esglésies i constructor d'altres noves en estil neogòtic. Va assistir al teatre i a l'òpera i va visitar quasi diàriament la National Gallery. En aquesta etapa va llegir a Herbert Spencer, Huxley, John Stuart Mill i els poetes romàntics i postromàntics Shelley, Scott, Browning i Swinburne. El 1865 va publicar el seu primer article titulat "How I Built Myself a House". Va enviar diversos dels seus poemes a diaris, però van ser rebutjats.
El 1867 va tornar a Dorchester per a treballar amb Hicks. Aquest mateix any va començar la seva primera novel·la, avui desapareguda, que portava el títol de The Poor Man and the Lady. És possible que aquest any mantingués un aventura amb la seva cosina Tryphena Sparks, model dels seus personatges Fancy Day i Sue Bridehead. El 1868 va concloure amb The Poor Man and the Lady, però va desestimar publicar-la seguint els consells de George Meredith. Després de la mort de Hicks, es va traslladar a Weymouth per a treballar amb el seu successor, Crickmay. El 1870 Crickmay va enviar a Hardy a St. Juliot, a Cornualla, per a planejar la restauració de l'església. Allí va conèixer a la seva futura dona, Emma Lavinia Gifford, la cunyada del mossèn.

### Desenvolupament de la seva obra narrativa (1871 - 1897)
El 1871 va publicar la seva novel·la Desperate Remedies, que havia començat a escriure dos anys abans. Després va continuar amb Under the Greenwood Tree (1872), A Pair of Blue Eyes (1873) i Lluny del brogit del món (1874). Aquesta darrera, que havia aparegut prèviament com a pamflet en un diari, va assolir un èxit considerable. Va contraure matrimoni amb Emma Lavinia Gifford a Paddington i, animat per ella, va abandonar l'arquitectura per a dedicar-se professionalment a escriure. El 1876, després de diversos canvis de residència, la parella es va instal·lar a Sturminster Newton. Aquell mateix any, Hardy va publicar una altra novel·la, The Hand of Ethelberta. El 1878 va aparèixer The Return of the Native, i Hardy es va mudar amb la seva dona a Upper Tooting. En aquesta època la seva reputació com a novel·lista i la seva amistat amb Leslie Stephen li obriren les portes dels cenacles literaris de la capital. El 1880 va publicar The Trumpet-Major. Aquell mateix any va caure molt malalt, i va haver de fer llit durant sis mesos, que va aprofitar per a escriure The Laodicean, publicada el 1881. El 1883 es va traslladar a Dorchester per a supervisar la construcció de Max Gate, una casa projectada per ell mateix i a la qual es va traslladar amb la seva dona el 1885.
Als vuitanta Hardy va gaudir de bastant prestigi i èxit econòmic i va conèixer a Londres a personatges com Mathew Arnold, Henry James, Tennyson i Robert Browning. El 1886 va aparèixer L'alcalde de Casterbridge i l'any següent The Woodlanders. A la primavera de 1887 va viatjar a Itàlia, on va visitar Gènova, Pisa, Florència, Roma, Venècia i Milà; el 1887 i, el 1888, a París. Aquest any va publicar la seva primera col·lecció de relats breus, Wessex Tales.
El 1891 van aparèixer dues noves novel·les seves, Tess d'Urbervilles i A Group of Noble Dames. El 1892 va morir el pare del novel·lista. Durant els noranta va viatjar també a Dublín el 1893 i a Brussel·les i Waterloo el 1896 per a ambientar el seu poema The Dynasts. Entre desembre de 1894 i novembre de 1895 es publicà per parts una versió censurada de la novel·la Jude, l'obscur, considerada una de les seves novel·les més importants. El 1896 es va publicar en forma d'un sol tom la versió sense censura. Després de l'escàndol que va rebre com a reacció la seva última publicació narrativa, Hardy va prendre la decisió de no escriure més novel·les i dedicar-se exclusivament a la poesia. Tanmateix, va publicar The Well-Beloved (escrita deu anys abans) el 1897. Aquell mateix any va fer un viatge a Suïssa.

### Retorn a la poesia. Darrers anys (1898 - 1928)
El primer llibre de versos de Hardy, Wessex Poems and Other Verses, va aparèixer el 1898, quan l'autor tenia 58 anys. El 1901 va publicar Poems of the Past and the Present. Aquell mateix any va començar la redacció de la seva obra més ambiciosa, The Dynasts, la primera part del qual (de tres) va veure la llum el 1904, el mateix any de la mort de la mare del poeta. Les dues parts següents van aparèixer, respectivament, el 1906 i 1908. El 1909 va publicar un nou llibre de poemes, Time's Laughingstocks and Other Verses. L'any 1910 el rei Eduard VII li va concedir l'Orde del Mèrit.
La seva dona, amb qui havia estat casat durant tres dècades, va morir sobtadament el novembre de 1912. Hardy va escriure una sèrie de poemes amargs "Poems of 1912-13" (que formarà part del llibre Satires of Circumstance). El 1913, el poeta va realitzar un pelegrinatge sentimental a St. Juliot, on havia conegut a la seva esposa i a Plymouth, on ella havia nascut.
El febrer de 1914 es va casar per segon cop amb Florence Emily Dugdale. Va rebre el doctorat honoris causa de la Universitat de Cambridge el 1913, i el 1920 de la d'Oxford. El 1914 va publicar un altre llibre de poesia, Satires of Circumstance. El 1923 va donar a la impremta una obra de teatre en vers, The Famous Tragedy of the Queen of Cornwall i, el 1925, Human Shows, Far Phantasies, Songs and Trifles, l'última col·lecció de poemes que va publicar en vida. Per aquesta època va començar a redactar la seva autobiografia, que va aparèixer pòstumament, el 1928, i de la qual se sospita que fos en realitat escrita, almenys en part, per la seva vídua, Florence Emily Dugdale. Va morir a la seva residència de Max Gate el 1928 i va rebre sepultura a l'anomenat Racó dels Poetes (Poets' Corner) a l'abadia de Westminster, però el seu cor fou enterrat a la tomba de la seva primera esposa, a Stinsford, molt a prop d'on descansen també els pares de l'autor.

## Obra
Tot i que va publicar el seu primer llibre passats els trenta anys, Hardy no fou en realitat un escriptor tardà. La seva primera vocació fou la poesia lírica. Després fallir en els seus intents de publicar poemes, va provar fortuna amb la novel·la, tot i que rebutjava el gènere a causa del seu caràcter excessivament comercial i meretricious. La narrativa de Hardy va obtenir cert èxit, si bé la crítica es va acarnissar amb ell per la ideologia materialista, naturalista i pessimista implícita en les seves tristíssimes i depriments últimes novel·les. Des de 1896 va abandonar definitivament la novel·la per a dedicar-se amb tenacitat al desenvolupament de la seva interessant obra lírica.

### Novel·les
Hardy va publicar un total de catorze novel·les. L'acció de totes elles se situa al camp anglès, en una regió batejada pel novel·lista com Wessex i que en realitat és el seu Dorset natiu. Cada ciutat de Wessex té la seva equivalència real a la toponímia de Dorset; així, Oxford va rebre a les novel·les de Hardy el simbòlic nom de Christminster. En aquest món es produeixen tots els esdeveniments de les seves obres, si bé l'obra de Hardy desborda tot possible costumisme en tant que aquest paisatge resulta simbòlic d'un pensament molt definit. Utilitza el dialecte de Dorset com a exemple d'anglès antic i noble en tràmit de desaparició pel destí de la modernitat.
La cosmovisió de Hardy és atea i d'un radical i obsessiu pessimisme, d'invasora foscor. Els seus personatges lluiten un cop i un altre contra un destí hostil; les mediatitzacions socials i morals són extraviades irremeiablement, tot i que fan el que poden per sobreviure envoltats en el cec determinisme d'un univers dominat per la selecció natural de Charles Darwin i la social de Herbert Spencer i per la filosofia pessimista d'Arthur Schopenhauer. El destí dels personatges és, això no obstant, alterat sovint por una sort momentània que simula una ironia, perquè la voluntat humana resulti vençuda al final per la necessitat implacable. Hi ha intenses descripcions dels camps, muntanyes, estacions i clima de Wessex, que reflecteixen com un mirall l'interior fosc d'uns personatges envoltats en la dissort.
Les seves dues primeres novel·les foren anònimes: Remeis desesperats (Desperate Remedies, 1871) i Sota l'arbre del bosc (Under the Greenwood Tree, 1872). Les dues següents foren ja publicades amb el seu nom: Uns ulls blaus (A Pair of Blue Eyes, 1873) i Lluny del brogit del món (Far from the Madding Crowd, 1874). Aquesta última fou adaptada al cinema el 1967 i el 2014. Tanmateix, en aquestes novel·les no hi havia arribat encara al dramàtic i fosc pessimisme de les seves darreres obres. Després, després algunes obres menors, va publicar El retorn del natiu (The Return of the Native, 1878), L'alcalde de Casterbridge (The Mayor of Casterbridge, 1886), Tess, d'Urberville (Tess of the D'Urbervilles, 1891), portada al cinema per Polanski el 1979 amb el títol de Tess, i Jude, l'obscur (1895), les crítiques del qual van desagradar tant l'autor - la crítica el va rebatejar com Jude l'obscé- que va deixar d'escriure novel·les.

### Poesia
Als 55 anys, Hardy va reprendre la poesia que havia abandonat a la seva joventut. Poemes de Wessex (Wessex Poems, 1898) i Poemes del passat i del present (Poems of the Past and the Present, 1901) són col·leccions de poemes escrits bastant temps abans. Dinasties (The Dynasts I (1904), II (1906), III (1908)) és un drama èpic irrepresentable escrit entre 1903 i 1908, en 19 actes i 130 escenes, en els quals es narra la lluita d'Anglaterra contra Napoleó. Van seguir Riures del temps (Time Laughing-stocks, 1909), Sàtires de circumstàncies (Satires of Circumstance, 1914), Moments de visió (1917), Poemes lírics (1922), Fantasies humanes (Human Shows, 1925) i Paraules a l'hivern (1928). Entre els seus més coneguts poemes es troben "Abril de 1914", "Wessex Heights", "En tenebres, jo", "El funeral de Déu", "La naturalesa que interroga" i "A un rossinyol".
La poesia de Hardy utilitza un llenguatge plagat d'arcaismes i exposa una cosmovisió tan fosca, materialista i desenganyada com el de les seves novel·les. La bellesa és solament una il·lusió passatgera. Ezra Pound va dir que el 1937, després el descobriment de la poesia de Hardy: "Ara si que això és claredat: aquí està la collita d'haver escrit primer vint novel·les".

## Traduccions
(Se n'indica la primera edició.)
- Jude, l'obscur. Traducció de Quim Monzó. Barcelona: Edicions 62, 1983.
- Vint-i-un poemes. Traducció de Marià Villangómez i Llobet. Barcelona: Columna, 1988.
- Arbre talat. Trenta poemes. Traducció de Josep M. Jaumà. Barcelona: Edicions 62, 1995.
- L'alcalde de Casterbridge. Traducció de Lluís Comes i Arderiu. Barcelona: Columna, 1998.
- Lluny del brogit del món. Traducció de Xavier Pàmies. Barcelona: Viena Editorial, 2013.
- Teresa dels Urbervilles. Traducció de C. A. Jordana. Badalona: Edicions Proa, 1929.
- Tess dels d'Urberville. Traducció de Xavier Pàmies. Barcelona: Viena Editorial, 2023.
- Turons de Wessex. Antologia poètica. Traducció de Marcel Riera. Barcelona: Edicions de 1984, 2022.